# Hua tou
Un hua tou (chinois : 話頭, simplifié : 话头, pinyin : huàtóu ; coréen : hwadu ; japonais : watō ; « sujet d'investigation ; phrase choc, mot clé ») est une courte phrase, parfois issue d'un gong'an (japonais : kōan), qui est prise comme sujet d’introspection et de concentration. Cette pratique du bouddhisme chán, son et zen a pour but de favoriser l'éveil.

## Concept
Lorsque, dans sa méditation, un étudiant contemple un kôan, son attention peut se focaliser sur un mot ou une expression de ce kôan. Ce mot ou cette expression constitue ce qu'on appelle hua tou, mot que l'on peut d'ailleurs aussi traduire par « chef de file de la pensée » (anglais: head of thought) est le mot principale ou l'expression principale qui résume un kôan. 

### Exemple
Un exemple de hua tou est le mot « wu » utilisé dans un gong'an célèbre par le maître Zhaozhou Congshen, qui répond par la négative (wu) à la question d'un moine qui demande « Un chien a-t-il la nature de bouddha ? ». Ce simple mot est devenu le hua tou de très nombreux pratiquants. Il arrive aussi que le terme soit utilisé comme une expression alternative d'un kôan.

## Histoire
La pratique de questionnement ou d'investigation du hua tou (kanhua chan) aurait été popularisée, mais non inventée, par le maître chinois Dahui Zonggao (en) (1089 - 1163) de l'école Linji,. La méthode n'est pas un exercice de réflexion intellectuelle; elle a pour but de générer un doute (yiqing) et de mener à un état où la pensée conceptuelle se tarit.
Le maître Xuyun (1840? - 1959) en parle en ces termes : « À cause de notre nature inférieure, les anciens maîtres furent obliger d'user d'artifices pour instruire leurs disciples et leur donnèrent à méditer des phrases particulières appelées hua tou. Et comme les adeptes de la Terre Pure qui récitaient le nom de bouddha était nombreux, ils leur donnèrent à méditer le hua tou suivant : "Qui récite le nom du Bouddha ?" [...] Dans notre investigation du hua tou, le mot qui doit être soigneusement examiné. [...] Vous devez vous efforcer de connaître d'où vient ce « qui » et à quoi il ressemble. Notre investigation doit être tournée vers l'intérieur et pour cela elle est aussi nommée "l'écoute intérieure de notre nature propre". »